# Eleanor Alberga
Eleanor Alberga   (Kingston, 30 de setembre de 1949) és una pianista i compositora jamaicana resident a Gran Bretanya. Ha compost obres encarregades per la BBC Proms i la Royal Opera House (també coneguda com Covent Garden). Amb una producció que va des d'obres instrumentals en solitari fins a òperes i obres simfòniques a gran escala, la seva música s'interpreta a tot el món. Seguint un camí poc convencional cap a l'eminència, Eleanor Alberga s'ha convertit en la més destacada del grup de compositores, nascudes a Jamaica, que ara resideixen fora de la seva illa natal. Una presència formidable en les àrees de composició, interpretació pianística i el món de la música clàssica en general, Alberga és, i ha estat durant dècades, una força a tenir en compte.

## Biografia

### Primers anys a Jamaica
Nascuda a Kingston (Jamaica), a l'edat de cinc anys va decidir que es volia convertir en concertista de piano, i tan sols amb vuit anys d'edat ja componia les seves primeres peces per a aquest instrument. Uns anys més tard, quan ja era adolescent, va passar a estudiar a l'Escola de Música de Jamaica. En aquells moments Alberga també formava part del conegut grup de música tradicional jamaicana The Jamaican Folk Singers i a més, durant tres anys va ser ballarina d'una companyia semiprofessional de dansa aficana coneguda com Fonton From.

### A Londres
Cap a l'any 1968, va rebre la beca biennal de la Junta associada de les Índies Occidentals per continuar els seus estudis de piano i cant a la Royal Academy of Arts de Londres. Per això l'any 1970 es va traslladar a Londres per estudiar piano i cant, tot i que s'hi va acabar instal·lant de forma permanent. Una inicial carrera com a pianista solista (va ser una de les tres finalistes al Concurs Internacional de Concerts per a Piano a Dudley (Regne Unit) el 1974 i aviat es va veure augmentada per la composició amb la seva arribada al The London Contemporary Dance Theatre el 1978.
Sota el lideratge inspirador del seu director artístic Robert Cohan, es va convertir en una de les poques pianistes amb el coneixement més profund de la dansa moderna, i les improvisacions de classe de la seva companyia, es van convertir en llegenda. Tot plegat, va donar lloc a obres encarregades i concebudes per a la dansa per part de la companyia, com el quintet amb piano Clouds (1984). Més tard, va arribar a ser directora musical de la companyia, dirigint, component i tocant a les nombroses gires de The London Contemporary Dance Theatre (LCDT). Alberga es distingeix pel seu ús de sobretons i rerefons dramàtics, que encapsulen l'efervescència i l'electricitat de les arts dramàtiques.
En deixar el LCDT Alberga va poder dedicar-se de ple a la seva vocació com a compositora. Des de llavors, l'interès per la seva música a tots els gèneres (orquestral, de cambra, vocal, així com obres per a teatre i cinema) s'ha accelerat, mentre que la seva producció ha continuat creixent.
Actualment treballa com a professora convidada a la Royal Academy of Music de Londres. La seva música ha sigut interpretada per la Royal Philarmonic Orchestra, la London Philarmonic, Bournemouth Sinfonietta, London Mozart Players i The Women's Philharmonic de San Francisco. També ha sigut interpretada en països com ara Austràlia, Canadà, països europeus i sud-americans o la China.
L'any 1992 es casa amb el violinista Thomas Bowes i conjuntament formen un duo anomenat Double Exposure. Les seves respectives carreres com a intèrprets van començar molt abans que es casessin, però una vegada casats, van fer una gira mundial reconeguts com un dels grups de música de cambra més dinàmics de l'època. En els seus concerts oferien interpretacions d'obres com ara la Sonata de piano Op.23 en A menor de Beethoven, Bolt de Graham Fitkin, Tzigane de Ravel, la Sonata en E major de Bach, la Melodia Jamaicana d'Eleanor Alberga i les Quatre Danses Hongareses de Brahms.

## Música
La seva música no és fàcil d'encasellar. El llenguatge musical de la seva òpera Letters of a Love Betrayed (2009), estrenada a l'escenari Linbury de la Royal Opera House, ha generat comparacions amb Wozzeck de Berg i Pelléas et Mélisande de Debussy. En aquesta òpera va col·laborar amb el director d'orquestra Donald Sturrock; converteixen The Storys of Eva Luna de l'escriptora Isabel allende en aquesta òpera. Mnetre que les seves obres més lleugeres es basen en l'òpera de la seva herència jamaicana i la seva època com a cantant, amb els The Jamaican Folk Singers i com a membre d'una companyia de dansa africana. Però el rang emocional del seu llenguatge, la seva claredat estructural i una tècnica fabulosament segura com a orquestradora sempre han rebut grans elogis. Entre altres aspectes, la seva música captiva l'oient per la seva vitalitat rítmica i les seves harmonies elaborades, construïdes sempre sobre una clara estructura.
Les obres orquestrals, Sun Warrior (1990), escrites per al festival inaugural Women in Music i la seva adaptació dramàtica de Snow white and the Seven Dwarves (1994) de Roald Dahl per a una gran orquestra simfònica i narradors, es va estrenar al Royal Festival Hall el 1994 amb Franz Welser-Möst i la LPO van ajudar a construir la seva creixent reputació. Alberga ha obtingut diversos premis, entre els quals destaca una beca Nesta (2000) i un premi Paul Hamlyn (2019). El 2020 va ser elegida membre de la Royal Academy of Music.
En diferents moments, Alberga va ser membre de l'African Dance Company Fontomfrom, on tocava la guitarra i cantava amb els cantants folklòrics de Jamaica. Va formar part del duo Double Exposure amb el seu marit, el violinista Thomas Bowes, i més recentment junts van fundar Arcadia, un festival original al camp anglès on viuen.
El 2015, el seu treball per encàrrec Aixeca't, Atenea! perquè l'obertura de Last Night of the BBC Proms va ser vista i escoltada per milions d'espectadors, i va consolidar una reputació com a compositora de gran originalitat i habilitat de talla internacional. Interpretada per l'Orquestra Simfònica de la BBC, el Cor de la BBC y dirigida per Marin Alsop, l'obra va ser escoltada i vista per milions d'espectadors.
Alberga va rebre l'Ordre de l'Imperi Britànic a Queen's Birthday Honors 2021 pels seus serveis a la música britànica.

## Obres
Algunes obres seves són:
| Tipus                                      | Any  | Obra                                                             | Durada |
| ------------------------------------------ | ---- | ---------------------------------------------------------------- | ------ |
| Òpera                                      | 2009 | Letters of a Love Betrayed Arxivat 2022-11-20 a Wayback Machine. | 120'00 |
| Òpera                                      | 1997 | Market of the Dead                                               | 97'00  |
| Obra orquestral                            | 2015 | Arise, Athena!                                                   | 3'00   |
| Obra orquestral                            | 1994 | Roald Dahl's "Snow White and the Seven Dwarfs"                   | 35'00  |
| Obra orquestral                            | 1990 | Sun Warrior                                                      | 26'00  |
| Cambra/Ensemble                            | 2007 | Piano Quintet                                                    | 25'00  |
| Cambra/Ensemble                            | 1993 | Nightscape (The Horniman Serenade)                               | 21'00  |
| Cambra/Ensemble                            | 1989 | Animal Banter                                                    | 8'00   |
| Solos/Duos                                 | 1995 | The Wild Blue Yonder                                             | 12'00  |
| Solos/Duos                                 | 1990 | Duo from Dancing With the Shadow                                 | 8'00   |
| Solos/Duos                                 | 1989 | Resolution                                                       | 11'00  |
| Piano Solos                                | 1983 | Jamaican Medley                                                  | 4'30   |
| Piano Solos                                | 1985 | Ice Flow                                                         | 12'00  |
| Piano Solos                                | 1997 | Only a wish away                                                 | 2'00   |
| Piano de 2 a 6 pianistes                   | 1996 | 3-Day Mix                                                        | 9'00   |
| Piano de 2 a 6 pianistes                   | 1986 | Two-Piano Suite                                                  | 12'00  |
| Piano de 2 a 6 pianistes                   | 1990 | Hill & Gully Ride                                                | 22'00  |
| Vocal cambra                               | 1996 | Her Lament: One Cezanne Apple                                    | 10'00  |
| Vocal cambra                               | 2020 | Deep Blue Sea                                                    | 6'30   |
| Vocal cambra                               | 2017 | The Soul's Expression                                            | 17'00  |
| Vocal coral                                | 1997 | De Profundis                                                     | 10'00  |
| Vocal coral                                | 2007 | My Heart Danceth                                                 | 5'00   |
| Composicions per a televisió i pel·lícules | 1991 | Escape From Kampala                                              |        |
| Composicions per a televisió i pel·lícules | 1997 | Market of the Dead                                               | 14'00  |

## Discografia
Àlbums:
- 2019: String Quartets 1, 2 & 3.
- 2021: Wild Blue Younder.
- 2022: Alberga, Orchestral Works.

Singles:
- 2021: Sciosophy.

Àlbums compartits:
- 2022: Figmens, Vol 3.

Col·laboracions:
- 1994: Fitkin, Hard Fairy.
- 2021: Flak.